# Hemithyrsocera parafusca
Hemithyrsocera parafusca är en kackerlacksart som först beskrevs av Roth, L. M. 1985.  Hemithyrsocera parafusca ingår i släktet Hemithyrsocera och familjen småkackerlackor. Inga underarter finns listade i Catalogue of Life.